# Устя (селище)
Устя — селище в Україні, у Бершадській міській громаді Гайсинського району Вінницької області на станції Устя.

## Історія
Виникло як поселення залізничників вузькоколійки.
7 (20) листопада 1917 року, відповідно до Третього Універсалу Української Центральної Ради, увійшло до складу Української Народної Республіки.
6 березня 1920 року до Устя під час Зимового походу проходив Кінний полк. Тут він обеззброїв курінь піхоти, батарею (4 гармати) та кулеметників Української Галицької Армії (УГА). Чорних Запорожців Армії УНР.
12 червня 2020 року, відповідно розпорядження Кабінету Міністрів України № 707-р «Про визначення адміністративних центрів та затвердження територій територіальних громад Вінницької області», село увійшло до складу Бершадської міської громади.
19 липня 2020 року, в результаті адміністративно-територіальної реформи та ліквідації Бершадського району, селище увійшло до складу Гайсинського району.
На даний час вокзал не працює, але у ньому діє службове приміщення. Поїзди, як і раніше, зупиняються.